# Festival Latino-Americano de Instalação de Software Livre

Logo do FLISOL

O Festival Latino-Americano de Instalação de Software Livre (FLISoL) é um evento internacional, realizado anualmente, e que ocorre de forma simultânea em diversas cidades da América Latina. O FLISoL é um evento descentralizado, onde diversas comunidades organizam e realizam seu festival, de forma voluntária, tendo como principal objetivo promover o uso de software livre, apresentando sua filosofia, alcance, avanços e desenvolvimento ao público em geral. É o maior evento da América Latina de divulgação de software livre, sendo realizado desde o ano de 2005. Desde 2008 sua realização acontece no 4º sábado de Abril de cada ano.
Para alcançar estes objetivos, diversas comunidades locais de software livre (em cada país/cidade/localidade), organizam simultaneamente eventos em que se instala, de maneira gratuita e totalmente legal, softwares livres nos computadores dos participantes. Além disso, paralelamente acontecem palestras, apresentações e workshops, sobre temas locais, nacionais e latino-americanos sobre Software Livre, em toda a sua expressão: artística, acadêmica, empresarial e social. O objetivo do FLISoL é promover o uso de Software Livre em geral, além de criar interações entre usuários e desenvolvedores, promovendo palestras e minicursos.
O FLISoL acontece, historicamente, no quarto sábado de abril. O FLISoL 2025 está marcado para o dia 26 de abril.
O evento é gratuito e aberto a todo o público: curiosos, interessados e entusiastas do software livre. Nesse dia os voluntários propõe a instalação de software livre, como distribuições de GNU/Linux, sistemas BSD, e aplicativos livres para Windows em geral. Alguns eventos também contam com palestras, oficinas, sala de degustação e gravações de mídias (live-CD/DVD e/ou pendrives).

## Países envolvidos

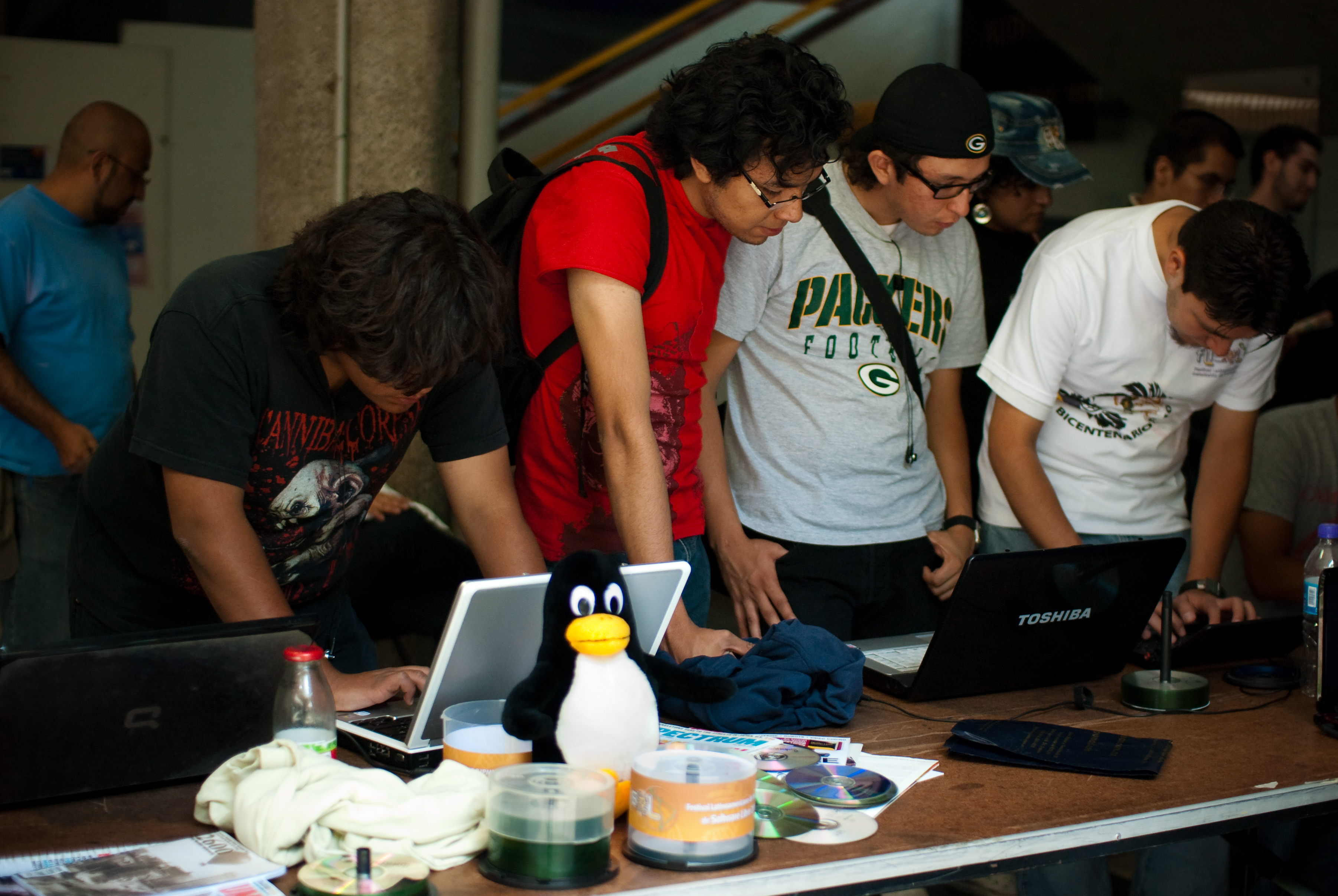
Cidade do México em 2010

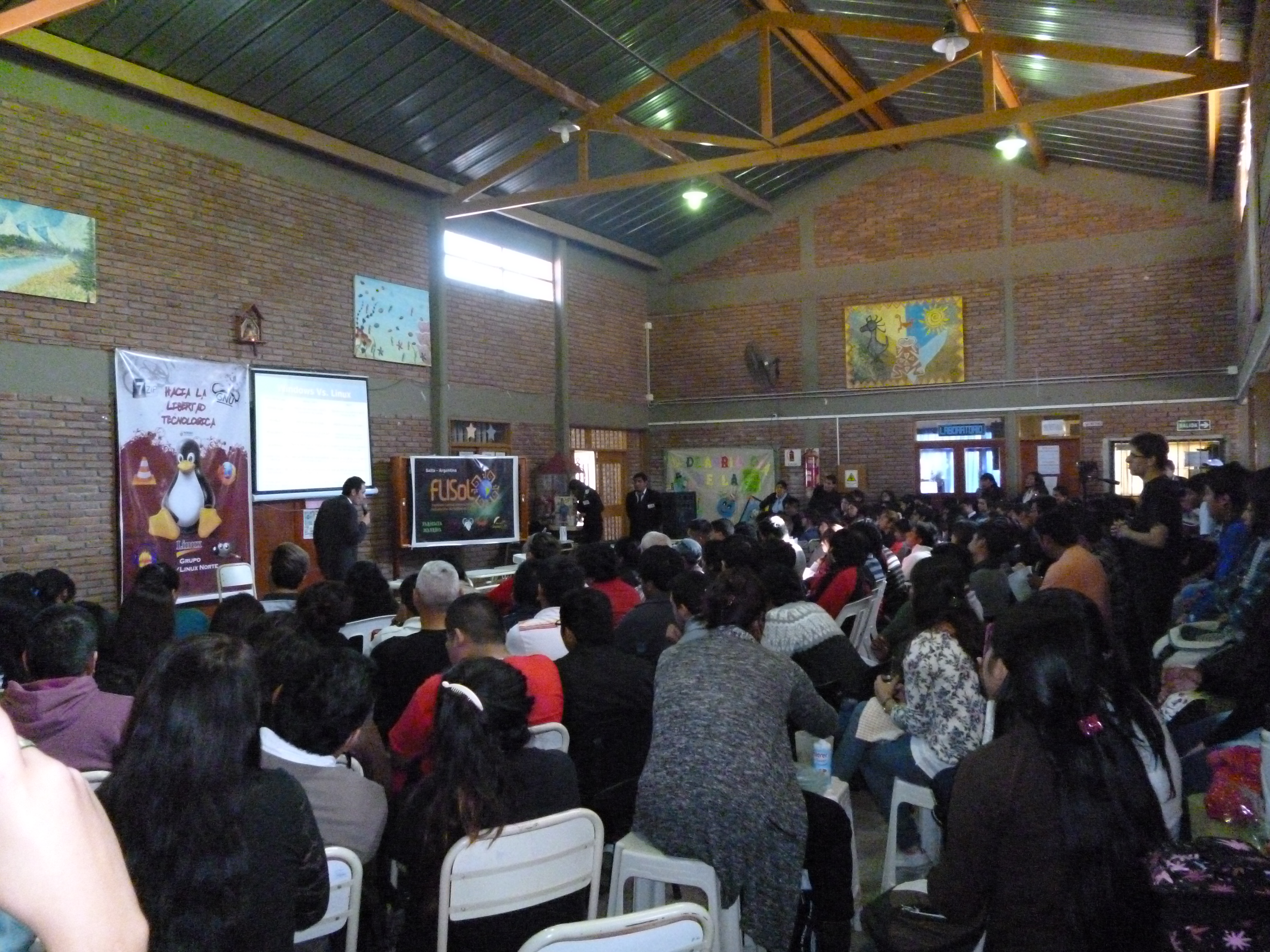
Salta, Argentina, em 2016

- Argentina[1]
- Bolívia[2]
- Brasil[3]
- Chile[4]
- Colombia[5]
- Costa Rica[6]
- Cuba[7]
- República Dominicana[8]
- Equador[9]
- El Salvador[10]
- Guatemala[11]
- Honduras[12]
- México[13]
- Nicarágua[14]
- Panamá[15]
- Paraguai[16]
- Perú[17]
- Espanha[18]
- Uruguai[19]
- Venezuela[20]